# دیک هال (بیسبال)

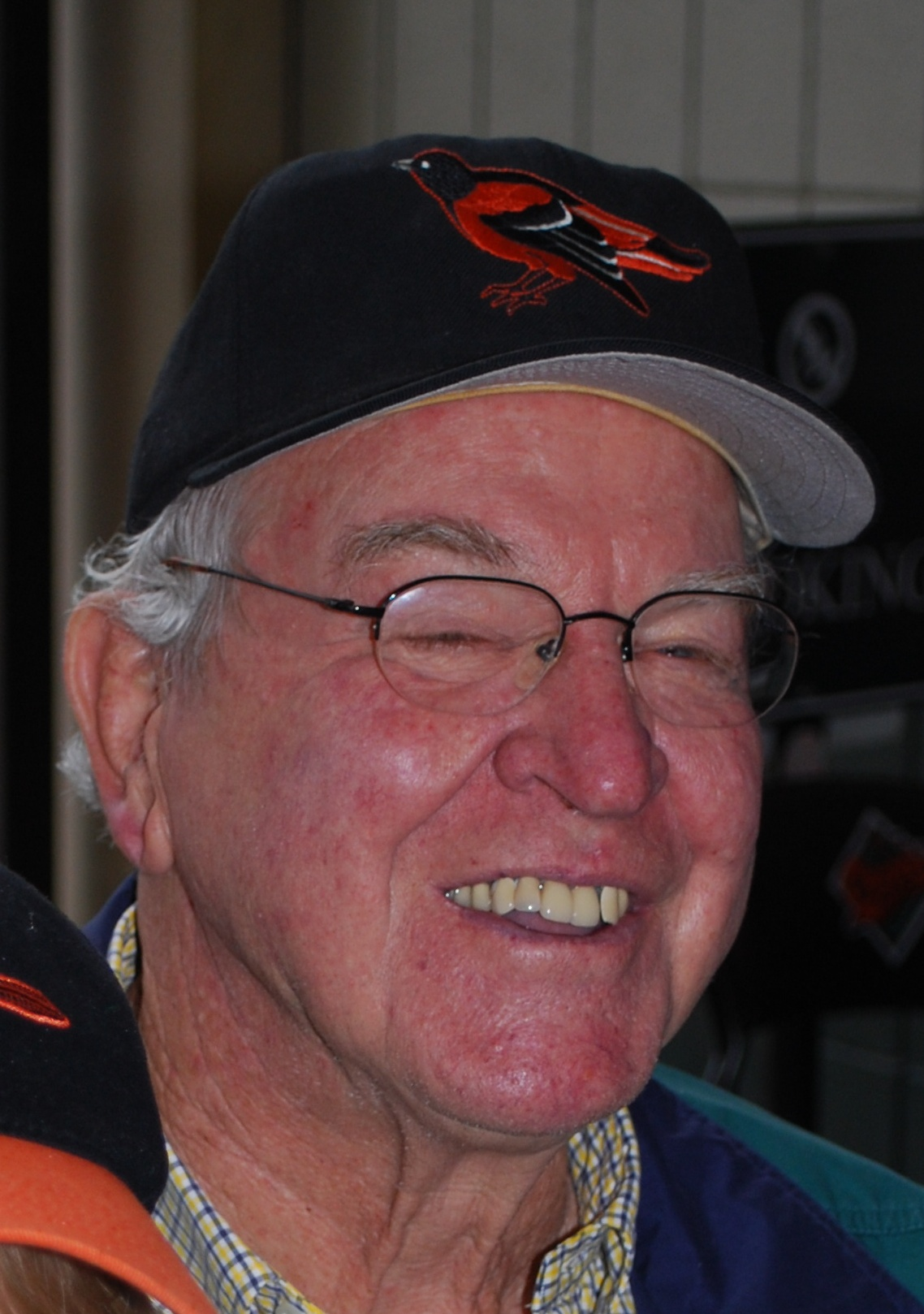
ریچارد والاس هال پیشکسوت بیسبال

ریچارد والاس هال (زاده ۲۷ سپتامبر ۱۹۳۰) بازیکن سابق بیسبال حرفه‌ای متولد آمریکا است. او از ۱۹۵۲ تا ۱۹۵۷ و از ۱۹۵۹ تا ۱۹۷۱ در لیگ اصلی بیسبال به عنوان بازیکن راست دست بازی کرد به ویژه به عنوان یکی از اعضای سلسله بالتیمور اوریولس که برندهٔ سه قهرمانی در لیگ آمریکا و دو قهرمانی در سری جهانی بین سال‌های ۱۹۶۶ تا ۱۹۷۰ شد. او همچنین برای تیم دزدان دریایی پیستبورگ، کانزاس سیتی اتلتیک و فیلادلفیا فیلیز بازی کرد.

## زندگی‌نامه
او به اوریلوس کمک کرد تا در سال‌های ۱۹۶۶ و ۱۹۷۰ سری جهانی و ۱۹۶۹ و ۱۹۷۱ لیگ آمریکا را برنده شوند. هال اولین پرتاب‌کننده‌ای بود که در بازی سری لیگ قهرمانان در ۴ اکتبر ۱۹۶۹ به پیروزی دست یافت. او مسن‌ترین بازیکن لیگ آمریکا در سال‌های ۱۹۷۰ و ۱۹۷۱ بود.
او از کالج سوارثمور فارغ‌التحصیل شد و برادر بزرگ‌تر باربارا پارتی زبان‌شناس مشهور است که او نیز از همان کالج فارغ‌التحصیل شده‌است. هال همچنین فوتبال و بسکتبال بازی می‌کرد و در پیست سوارثمور می‌دوید.